# Chapursan
Chapursan (Wají: چپورسن también deletreado Chipurson, Chipurson, Chaporsan, Chupurson) es un valle que contiene aproximadamente ocho aldeas dispersas situadas dentro del distrito de Hunza de Gilgit-Baltistán, Pakistán. Se encuentra en la parte más septentrional de Pakistán y está cerca de las fronteras internacionales del país con el Corredor Wakhan de Afganistán y la Región Autónoma Uigur de Xinjiang de China. El valle está predominantemente habitado por la etnia Wají; el pueblo de Raminj que se encuentra en esta región está habitado por el pueblo burusho. Los habitantes del valle son en gran medida seguidores de la secta Ismailita del Islam chiita. Chapurson alberga más de 500 hogares con una población estimada de 3000 personas.

## Geografía
El valle de Chipursan está por encima de los 3000 metros sobre el nivel del mar y los pueblos que se encuentran en él son Yarzerech, Raminj, Kirmin (Noorabad, Rahimabad y Aminabad), Kil (Khill), Reshit, Shehr-e-Subz (ciudad verde), Ispenj, Shitmerg y ZuwudKhoon (también deletreado Zood Khun, Zoodkhun, Judayarabad).
Después de los pastos de Zood Khun, se encuentran los pueblos Yashkuk, Kukchaizem, Biban Joi, Koorban, Korkot, Joi Sam, Dainkut, Khudayar Alga, Kimkut, Aston (Baba Ghundhi), Yashwoshitk, Shipodkut, Pomiri (Pamiri) y Pamir entre otros. Todos los nombres de las aldeas y los parajes están en idioma wakhi.
El valle está lleno de picos y pasos. Entre los pasos se incluyen el paso de Irshad entre Pakistán y Afganistán y el paso de Lupghar Pir entre Yeshkuk y el pueblo de Raminj. Los picos incluyen el Sakar Sar, Kumpire Dior, Pumir Sar, Sarmaya Sar, Kuksar y Lupghar Sar.

## Sitios de interés
El valle de Chapursan tiene lugares históricos como Yaskuk, Rovai Sam, Khumpir Dior y el Santuario de Baba Ghundi.
El santuario de Baba Ghundi ( Baba Ghundi Ziarat ) en el valle de Chuparsan es el santuario del famoso Pir de Ghund, que se celebra en honor al  santo sufí que trajo el Islam al valle. El santo en realidad no está enterrado aquí. El antiguo Mir de Hunza traía sus rebaños de ovejas y cabras para pastar por aquí y solía visitar el santuario todos los años. La gente del valle de Hunza también venera al santo y se dice que los niños que son un problema para sus padres solo tienen que probar el barro de un arroyo cerca de Baba Ghundi, después de lo cual se vuelven obedientes y se comportan bien.